# 長沙戰鬥
長沙戰鬥發生於1930年7月27日－8月5日，地點則是在中國湖南。是國共內戰前期主要戰鬥之一，交戰一方為中華民國國民革命軍，另一方則為共軍前身中國紅軍之第五軍。該戰鬥主要領軍者，一方為何鍵另一方則為彭德懷。戰鬥前期，彭德懷順利攻佔長沙，並建立長沙蘇維埃，8月初，被何鍵打敗。